# Hatfield (Arkansas)
Hatfield es un pueblo ubicado en el condado de Polk en el estado estadounidense de Arkansas. En el Censo de 2010 tenía una población de 413 habitantes y una densidad poblacional de 120,08 personas por km².

## Geografía
Hatfield se encuentra ubicado en las coordenadas 34°29′4″N 94°22′48″O / 34.48444, -94.38000. Según la Oficina del Censo de los Estados Unidos, Hatfield tiene una superficie total de 3.44 km², de la cual 3.39 km² corresponden a tierra firme y (1.51%) 0.05 km² es agua.

## Demografía
Según el censo de 2010, había 413 personas residiendo en Hatfield. La densidad de población era de 120,08 hab./km². De los 413 habitantes, Hatfield estaba compuesto por el 92.49% blancos, el 0.24% eran afroamericanos, el 1.69% eran amerindios, el 0% eran asiáticos, el 0% eran isleños del Pacífico, el 3.87% eran de otras razas y el 1.69% pertenecían a dos o más razas. Del total de la población el 5.57% eran hispanos o latinos de cualquier raza.